# 조르조 오르델라피
조르조 오르델라피(Giorgio Ordelaffi, 생년 미상 ~ 1423년)는 포를리의 영주이자 로마냐(북부 이탈리아)의 교황 대리이다. 그는 오르델라피 가문 출신이다.
테오발도 오르델라피(Teobaldo Ordelaffi)의 아들인, 그는 루크레치아 알리도시와 혼인하였다. 그는 1411년부터 사망할때까지 포를리의 영지를 관리했다.
그가 사망할 당시에 그의 아들 테오발도는 여전히 어렸기에, 밀라노 공국의 필리포 마리아 비스콘티에게 1423년에 로마냐 침공의 원인을 제공하고 말았고, 30년간에 긴 롬바르디아 전쟁을 야기했다.
| 전임 공화정 | 포를리의 영주 1411년 ~ 1422년 | 후임 테오발도 2세 오르델라피 |